# سيسيل تاكر
سيسيل تاكر (بالإنجليزية: Cecile Tucker)‏ هي مجدفة أمريكية، ولدت في 19 مايو 1969 في Warren, Maine ‏ في الولايات المتحدة.

## وصلات خارجية
- سيسيل تاكر على موقع الاتحاد الدولي للتجديف (الإنجليزية)
- سيسيل تاكر على موقع اللجنة الأولمبية الدولية (الإنجليزية)
- سيسيل تاكر على موقع أوليمبيديا (الإنجليزية)